# Torneio Municipal de Futebol do Rio de Janeiro de 1944
O Torneio Municipal de Futebol do Rio de Janeiro de 1944 foi uma competição oficial entre clubes de futebol da cidade do Rio de Janeiro, no Brasil, cidade que então tinha o status de Distrito Federal, sendo essa a terceira edição do Torneio Municipal de Futebol do Rio de Janeiro, disputa que antecedia o início do Campeonato Carioca, pelos mesmos clubes, classificados que eram para as duas competições.

## História
Tendo se sagrado campeão o Vasco da Gama, a disputa teve como vice o America. Na última rodada, em 24 de junho, o empate por 2 a 2 no Clássico dos Milhões nas Laranjeiras garantiu o título ao Vasco da Gama, apesar da vitória por 3 a 0 do America, que seria campeão pelo saldo de gols em caso de derrota cruzmaltina, contra o Botafogo no dia seguinte em São Januário.

## Regulamento
Os dez participantes jogariam contra os demais clubes em jogos de ida no sistema de pontos corridos, em campos neutros, sendo campeão aquele que fizesse mais pontos e, em caso de empate, três partidas extras para definir o título de campeão.

## Classificação final
| Pos. | Time          | Pts | J | V | E | D | GP | GC | SG  |
| ---- | ------------- | --- | - | - | - | - | -- | -- | --- |
| 1    | Vasco da Gama | 15  | 9 | 7 | 1 | 1 | 23 | 12 | +11 |
| 2    | America       | 14  | 9 | 6 | 2 | 1 | 27 | 13 | +14 |
| 3    | Canto do Rio  | 11  | 9 | 4 | 3 | 2 | 18 | 13 | +5  |
| 4    | Fluminense    | 10  | 9 | 4 | 2 | 3 | 14 | 15 | –1  |
| 5    | Flamengo      | 9   | 9 | 3 | 3 | 3 | 19 | 18 | +1  |
| 6    | São Cristóvão | 9   | 9 | 3 | 3 | 3 | 18 | 19 | –1  |
| 7    | Botafogo      | 8   | 9 | 3 | 2 | 4 | 22 | 19 | +3  |
| 8    | Bangu         | 6   | 9 | 3 | 0 | 6 | 19 | 28 | –9  |
| 9    | Madureira     | 5   | 9 | 1 | 3 | 5 | 13 | 19 | –6  |
| 10   | Bonsucesso    | 3   | 9 | 1 | 1 | 7 | 9  | 26 | –17 |

## Campanha do campeão
1. 02/04 - Vasco 3–1 Fluminense - (General Severiano).
2. 09/04 - Vasco 2–1 Canto do Rio - (Laranjeiras).
3. 16/04 - Vasco 5–3 Madureira - (General Severiano).
4. 27/04 - Vasco 3–0 Bonsucesso - (São Januário).
5. 27/05 - Vasco 3–2 America - (Laranjeiras).
6. 03/06 - Vasco 1–2 São Cristóvão - (Laranjeiras).
7. 10/06 - Vasco 2–0 Botafogo - (Laranjeiras).
8. 18/06 - Vasco 2–1 Bangu - (São Januário).
9. 24/06 - Vasco 2–2 Flamengo - (Laranjeiras).

## Premiação
| Torneio Municipal de 1944          |
| Rio de Janeiro                     |
| ---------------------------------- |
| VASCO DA GAMA Campeão (1.º título) |